# Ryszard Wojciechowski (1931–2006)
Ryszard Wojciechowski (ur. 6 czerwca 1931 w Bełchatowie, zm. 16 lipca 2006) – polski polityk, spółdzielca, poseł na Sejm X kadencji.

## Życiorys
Ukończył w 1968 studia na Wydziale Prawa Uniwersytetu Warszawskiego, a w 1972 Podyplomowe Studium Organizacji i Zarządzania w Instytucie Ekonomii UW. W latach 1956–1970 zajmował stanowiska kierownicze w spółdzielczości. Przez około 20 lat do 1997 kierował zarządem Spółdzielni Inwalidów „Walter” w Warszawie. W 1991 współtworzył Krajowy Związek Spółdzielni Inwalidów, pełniąc w nim funkcję przewodniczącego rady. Był członkiem zarządu oddziału warszawskiego Stowarzyszenia Pracodawców i członkiem zarządu Warszawskiej Rady Dyrektorów.
W 1954 wstąpił do Polskiej Zjednoczonej Partii Robotniczej, gdzie pełnił wiele funkcji partyjnych na szczeblu gminy, miasta i dzielnicy. W 1989 uzyskał mandat posła na Sejm X kadencji z okręgu południowopraskiego. Na koniec kadencji należał do Parlamentarnego Klubu Lewicy Demokratycznej, w trakcie pracy w parlamencie zasiadał w Komisji Handlu i Usług, Komisji Polityki Społecznej, Komisji Ustawodawczej oraz w Komisji Nadzwyczajnej do Zbadania Działalności Ministerstwa Spraw Wewnętrznych.
Pochowany na cmentarzu komunalnym Północnym w Warszawie.

## Odznaczenia
- Krzyż Komandorski Orderu Odrodzenia Polski (2001)[2]
- Krzyż Oficerski Orderu Odrodzenia Polski (1985)
- Złoty Krzyż Zasługi (1988)
- Srebrny Krzyż Zasługi (1983)
- Medal 40-lecia Polski Ludowej